# Мастер (интерфейс пользователя)

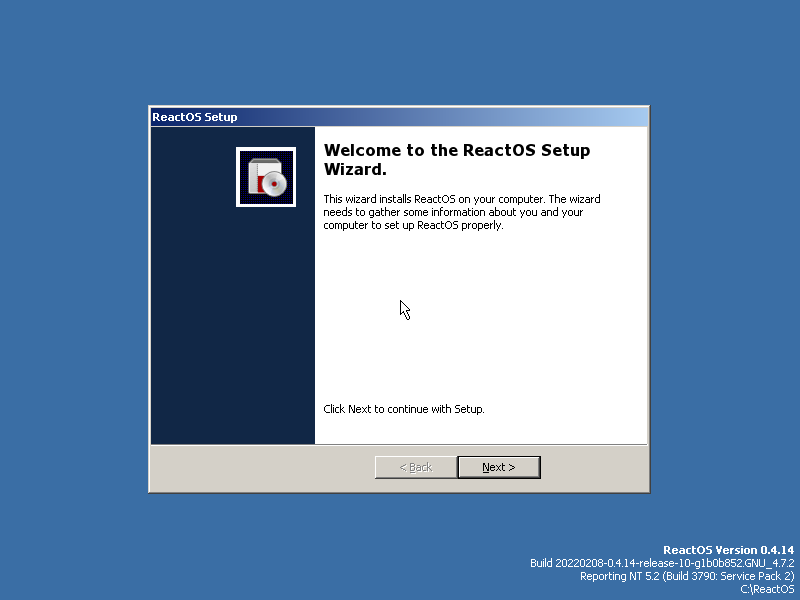
Мастер установки ReactOS. Первый экран — приветствие

Мастер (англ. Wizard — волшебник) — приём построения пользовательских интерфейсов, при котором для совершения какого-то действия пользователю необходимо последовательно пройти несколько форм, содержащих небольшое количество элементов управления. Применяется при установке и начальной настройке программ. Распространению такого подхода содействовала компания Microsoft, широко использовавшая данный приём в Windows 95.

## История
В 1991 году при работе над Microsoft Publisher стояла задача помочь пользователям, не имеющим профессиональных навыков в подготовке печатных документов, добиться, чтобы их документы выглядели опрятно. В Microsoft посчитали, что какой бы инструмент для этого не был бы выбран, начинающим пользователям будет сложно его освоить самостоятельно. Чтобы решить эту проблему, был придуман интерфейс «Page wizards», позволявший пользователям шаг за шагом выполнить разметку документа на основе заранее подготовленных шаблонов, а после менять её на своё усмотрение стандартными средствами. Подобные интерфейсы разрабатывались в Microsoft и ранее, например для Microsoft Access, который, однако, вышел позже — в ноябре 1992 года. Также ещё в 1989 году были задумки по использованию синтеза речи и говорящих персонажей, но в те годы эта идея не была реализована из-за ограничений платформы.
Позже мастера стали распространяться и на другие приложения. В 1992-м году ими обзавёлся Microsoft Excel для Mac, например для работы со сводными таблицами. В Office 95 появился «мастер ответов», предназначенный для поиска в справочной системе с использованием естественного языка, а в Windows 95 мастера стали использоваться для настройки различных параметров, например печати или подключения к Интернету. 
К 2001 году сходными инструментами обзавелись и другие операционные системы. В Mac OS подобные интерфейсы назывались «ассистентами» (англ. assistant, «помощник»), также как позже в среде Gnome.
Хотя в Microsoft Manual of Style рекомендовалось называть подобные интерфейсы «мастерами», по мере их распространения этот термин стал употребляться всё реже. Многие приложения, имеющие пошаговый интерфейс для каких-то действий не используют слова «мастер».

## Описание
Задача мастеров в том, чтобы помочь пользователю решать сложную задачу, разбивая её на небольшие последовательные подзадачи, вместо того, чтобы сразу предоставить пользователю весь набор доступных инструментов, в которых он может запутаться. Мастер представляет собой разновидность диалогового окна. Главные признаки мастера — наличие кнопок «Далее» и «Назад», нажимая на которые пользователь переходит к следующему шагу или возвращается к предыдущему. Также, как правило, присутствует кнопка «Отмена» для закрытия окна без выполнения действия. На последнем шаге кнопка «Далее» как правило заменяется на кнопку «Готово». В некоторых мастерах кнопка «готово» доступна всё время — если предполагается, что пользователь может принять настройки по умолчанию, не проходя по всем шагам формы. Перехода к произвольному промежуточному этапу как правило не предусматривается.
Первое окно мастера по традиции не имеет элементов управления и представляют собой окно приветствия, разъясняющее, какое действие будет выполнено. Последнее окно также обычно сообщает о достигнутом результате. Некоторые мастера содержат индикатор, позволяющий понять, где пользователь находится сейчас и сколько шагов осталось совершить.

## Критика
Мастера приобрели широкую популярность, но для продвинутых пользователей, а также для множества настроек, которые затруднительно объединить в единую цепочку шагов, предпочтительным остается использование традиционных окон со всеми возможными вариантами настроек. 
Алан Купер критикует использование мастеров, называя подобный интерфес «допросом пользователя», «не являющимся ни дружелюбным, ни вселяющим уверенность, и не приносящим сколько-либо заметной пользы», «не удосуживающимся объяснить пользователю, что происходит», а популярность их среди разработчиков ПО объясняет тем, что они позволяют «общаться с пользователем как с периферийным устройством» и снять с себя ответственность за неудобный интерфейс пользователя, основанный на модели реализации, а не на потребностях пользователя. «Мастера» также критикуют за необходимость совершать лишние движения. Если мастер используется не самостоятельно, а в качестве альтернативы сложному интерфейсу для новичков, формы в мастере отрываются от контекста, не помогая сопоставить элементы управления в мастере и в основном приложении, а также мешают пониманию процесса, для которого предназначены. Часто пользователи проходят все шаги не глядя, полагаясь на значения по умолчанию, чем пользуются для распространения различного рода мусорного ПО.